# Paracladopelma
Paracladopelma is een muggengeslacht uit de familie van de Dansmuggen (Chironomidae).

## Soorten
- P. alphaeus (Sublette, 1960)
- P. camptolabis (Kieffer, 1913)
- P. doris (Townes, 1945)
- P. galaptera (Townes, 1945)
- P. laminatum (Kieffer, 1921)
- P. loganae Beck and Beck, 1969
- P. mikianum (Goetghebuer, 1937)
- P. nais (Townes, 1945)
- P. nereis (Townes, 1945)
- P. nigritulum (Goetghebuer, 1942)
- P. nixe (Townes, 1945)
- P. rolli (Chernovskij, 1949)
- P. undine (Townes, 1945)
- P. winnelli Jackson, 1977